# 毛果山柑
毛果山柑（学名：Capparis trichocarpa）为山柑科山柑属的植物，为中国的特有植物。分布在中国大陆的云南等地，生长于海拔1,520米的地区，多生在灌丛中，目前尚未由人工引种栽培。